# Aclytia halys
Aclytia halys är en fjärilsart som beskrevs av Pieter Cramer 1782. Aclytia halys ingår i släktet Aclytia och familjen björnspinnare. Inga underarter finns listade i Catalogue of Life.